# 斯托亞皮特克 (亞利桑那州)
斯托亞皮特克（英語：Stoa Pitk）是位於美國亞利桑那州皮馬縣的一個非建制地區。該地的面積和人口皆未知。

## 地理
斯托亞皮特克的座標為32°29′06″N 112°31′01″W / 32.48500°N 112.51694°W，而該地的平均海拔高度為733米（即2405英尺）。